# Raymund Kottje
Raymund Kottje (* 23. Dezember 1926 in Düsseldorf; † 13. Dezember 2013 in Königswinter) war ein deutscher Historiker und Kirchenhistoriker.

## Leben
Raymund Kottje absolvierte zunächst ein Studium der Geschichte, Klassischen Philologie und Katholischen Theologie, das er 1951 an der Universität Bonn mit der Promotion zum Dr. phil. abschloss; seine Dissertation über die Geschichte des Stifts St. Quirin in Neuss im Mittelalter wurde von Paul Egon Hübinger betreut.
Danach schlug Kottje die geistliche Laufbahn ein und promovierte 1964, ebenfalls an der Universität Bonn, bei Hubert Jedin mit Studien zum Einfluß des Alten Testamentes auf Recht und Liturgie des frühen Mittelalters zum Dr. theol. 1965 habilitierte er sich an der Katholisch-Theologischen Fakultät mit einer Arbeit über Die Bußbücher Halitgars von Cambrai und des Hrabanus Maurus im Fach Kirchengeschichte. Ab 1965 lehrte Kottje zunächst als außerplanmäßiger Professor, ab 1966 als ordentlicher Professor für Kirchengeschichte an der katholisch-theologischen Fakultät der Universität Trier. 1967 nahm er den Ruf auf einen Lehrstuhl an der katholisch-theologischen Fakultät der Universität Regensburg an. Dort wurde er zum ersten Dekan der Theologischen Fakultät gewählt. Er war Mitglied der Bayerischen Akademie der Wissenschaften.
Nach seiner Laisierung und dem damit verbundenen Verzicht auf die Regensburger katholisch-theologische Professur wurde Kottje 1973 auf eine Professur für Mittelalterliche Geschichte an der Universität Augsburg berufen. Von dort wechselte er 1980 auf den Lehrstuhl für Mittelalterliche Geschichte, Historische Hilfswissenschaften und Archivkunde an der Philosophischen Fakultät der Universität Bonn, den er bis zu seiner Emeritierung 1992 innehatte; sein Nachfolger wurde Theo Kölzer. Zu Kottjes Bonner Schülern gehören Ludger Körntgen, Michael F. Feldkamp und Andrea Stieldorf.
Kottje wurde auf dem Friedhof in Königswinter-Stieldorf beerdigt.

## Forschung
Kottje galt als Experte für die kirchlichen und weltlichen Rechtsquellen des Frühmittelalters sowie für die allgemeine mittelalterliche Kirchen-, Kirchenrechts-, Archiv- und Bibliotheksgeschichte. Sein besonderes Augenmerk galt den frühmittelalterlichen Bußbüchern und der editorischen und inhaltlichen Erschließung mittelalterlicher Pönitentialüberlieferungen sowie der Klostergeschichte insbesondere der Rheinlande. Für das epigraphische Editionsunternehmen der Deutschen Inschriften legte Kottje zusammen mit Helga Giersiepen den wegweisenden Editionsband über die Inschriften des Aachener Doms vor.
Zum Standardwerk kirchengeschichtlicher Forschung ist die von ihm mitherausgegebene, erstmals 1970–1974 erschienene und danach mehrmals neuaufgelegte dreibändige Ökumenische Kirchengeschichte geworden. Mehrfach hat Kottje auch zum Thema Die Tötung im Kriege als moralisches und rechtliches Problem fachübergreifend publiziert.
2012 erschien bei den Monumenta Germaniae Historica (MGH) sein kodikologisches Verzeichnis handschriftlicher Überlieferungen der Werke des Hrabanus Maurus, zu denen Kottje neben verschiedenen Überblicksartikeln (wie etwa im Lexikon des Mittelalters) auch einige Einzelstudien veröffentlicht hat.

## Schriften (Auswahl)
Quelleneditionen
- Geleitwort zu: Helga Giersiepen: Die Inschriften des Aachener Doms (= Die Deutschen Inschriften. Düsseldorfer Reihe. Bd. 31). Reichert, Wiesbaden 1992, ISBN 3-88226-511-6.

Monographien
- Das Stift St. Quirin zu Neuß von seiner Gründung bis zum Jahre 1485 (= Veröffentlichungen des Historischen Vereins für den Niederrhein. Bd. 7, ISSN 0931-0096). Schwann, Düsseldorf 1952.
- Studien zum Einfluß des Alten Testamentes auf Recht und Liturgie des frühen Mittelalters (6.–8. Jahrhundert) (= Bonner Historische Forschungen. Bd. 23, ZDB-ID 500545-0). Röhrscheid, Bonn 1964 (2., verbesserte und ergänzte Auflage. ebenda 1970) (Zugleich: Bonn, Universität, Dissertation).
- Die Bußbücher Halitgars von Cambrai und des Hrabanus Maurus. Ihre Überlieferung und ihre Quellen (= Beiträge zur Geschichte und Quellenkunde des Mittelalters. Bd. 8). de Gruyter, Berlin u. a. 1980 ISBN 3-11-007666-7 (Zugleich: Bonn, Universität, Habilitations-Schrift, 1965).
- Die Tötung im Kriege. Ein moralisches und rechtliches Problem im frühen Mittelalter (= Beiträge zur Friedensethik. Bd. 11). Institut für Theologie und Frieden, Barnsbüttel 1991, ISBN 3-927320-10-2.
- unter Mitarbeit von Thomas A. Ziegler: Verzeichnis der Handschriften mit den Werken des Hrabanus Maurus (= Monumenta Germaniae Historica. Hilfsmittel. Bd. 27). Hahn, Hannover 2012, ISBN 978-3-7752-1134-5.

Herausgeberschaften
- mit Bernd Moeller: Ökumenische Kirchengeschichte. 3 Bände. Matthias-Grünewald-Verlag u. a., Mainz u. a. 1970–1974, mehrere erweiterte Neuauflagen, zuletzt:
  - mit Bernd Moeller und Thomas Kaufmann: Ökumenische Kirchengeschichte. 3 Bände. Wissenschaftliche Buchgesellschaft, Darmstadt 2006–2008, ISBN 3-534-19289-3.
- mit Helmut Maurer: Monastische Reformen im 9. und 10. Jahrhundert (= Konstanzer Arbeitskreis für Mittelalterliche Geschichte. Vorträge und Forschungen. Bd. 38). Thorbecke, Sigmaringen 1989, ISBN 3-7995-6638-4.
- Die niederrheinischen Zisterzienser im späten Mittelalter. Reformbemühungen, Wirtschaft und Kultur (= Zisterzienser im Rheinland. Bd. 3). Rheinland-Verlag, Köln u. a. 1992, ISBN 3-7927-1285-7.
- mit Helga Giersiepen: Inschriften bis 1300. Probleme und Aufgaben ihrer Erforschung. Referate der Fachtagung für mittelalterliche und frühneuzeitliche Epigraphik, Bonn 1993 (= Abhandlungen der Nordrhein-Westfälischen Akademie der Wissenschaften. Bd. 94). Westdeutscher Verlag, Opladen 1995, ISBN 3-531-05114-8.

Aufsätze
- Eine wenig beachtete Quelle zur Sozialgeschichte: Die frühmittelalterlichen Bußbücher – Probleme ihrer Erforschung. In: Vierteljahrschrift für Sozial- und Wirtschaftsgeschichte. Bd. 73, 1986, S. 63–72.
- Beiträge der frühmittelalterlichen Iren zum gemeinsamen europäischen Haus. In: Historisches Jahrbuch. Bd. 112, 1992, S. 3–22.
- Das älteste Zeugnis für das Paenitentiale Cummeani. In: Deutsches Archiv für Erforschung des Mittelalters. Bd. 51, 2005, S. 585–590 (Digitalisat).
- Tötung im Kriege als rechtliches und moralisches Problem des frühen und hohen Mittelalters (7.–12. Jahrhundert). In: Hans Hecker (Hrsg.): Krieg in Mittelalter und Renaissance (= Studia humaniora. Bd. 39). Droste, Düsseldorf 2005, ISBN 3-7700-0849-9, S. 17–39.